# Lesley Ann Warren

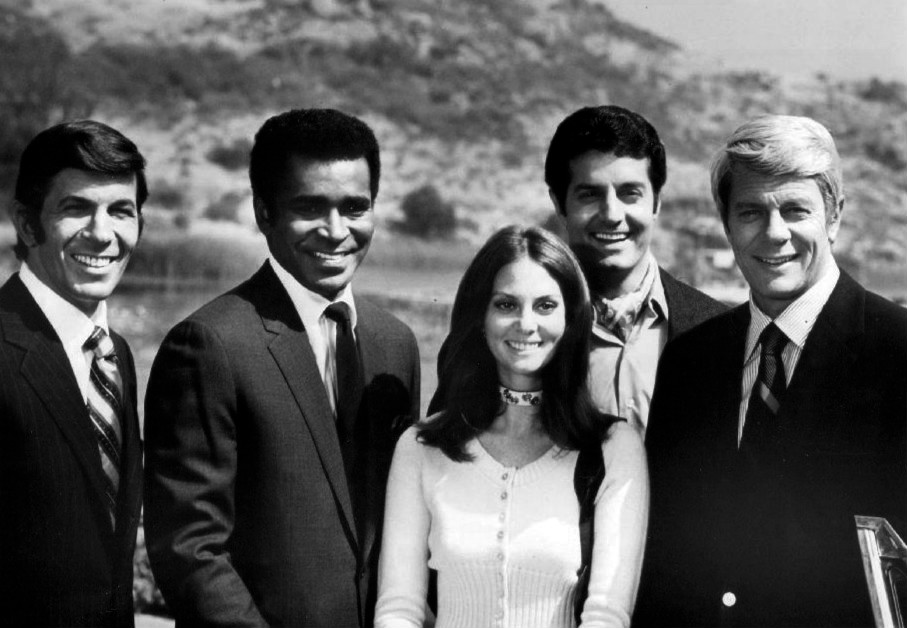
El elenco de Misión: imposible en su quinta temporada (1970). De izquierda a derecha: Leonard Nimoy, Greg Morris, Lesley Ann Warren, Peter Lupus y Peter Graves.

Lesley Ann Warren (Nueva York, 16 de agosto de 1946) es una cantante y actriz estadounidense de producciones musicales de Broadway, cine y televisión, ganadora de un Globo de Oro y nominada al Premio Óscar de la Academia.

## Primeros años de vida
Lesley Ann Warren es la segunda hija de padres descendientes de eslavos rusos (apellido Warrenoff), su padre fue veterano de la Segunda Guerra Mundial y su madre, una cantante de cabaret, ambos se establecieron en Nueva York ejerciendo además la compraventa de propiedades.
Ingresó al Actors Studio a los 17 años después de haber sido bailarina de ballet, en 1963 apareció en Broadway interpretando papeles secundarios en obras musicales.

## Vida artística
Apareció en 1965 en una producción musical para la televisión interpretando el papel de Cenicienta bajo la dirección de Rodgers y Hammerstein. Su excelente participación y su apariencia la llevó a ser contratada por Walt Disney Pictures. Apareció en películas tales como El feliz millonario.

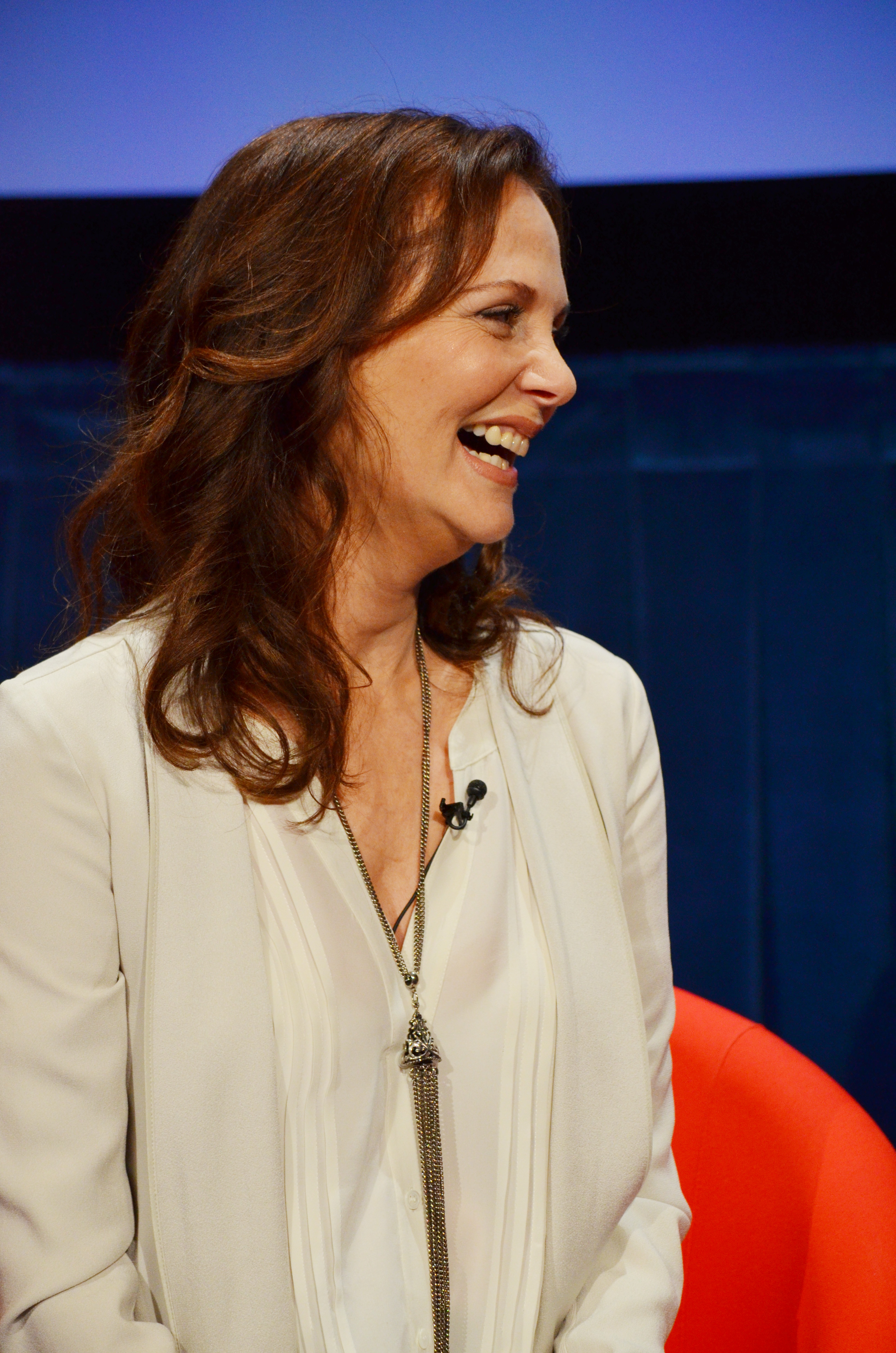
Lesley Ann Warren en 2012.

En 1967 abandonó Disney y se enroló en la serie de televisión Misión: imposible, donde reemplazó a la actriz Barbara Bain, que representaba a la doctora Dana Lambert. Esa fue su actuación más famosa.
Sin embargo, Barbara Bain había creado un personaje con una personalidad absolutamente glacial y calculadora, que no era compatible con el intrínseco carácter dulce e ingenuo que proyectaba Warren a pesar de sus esfuerzos. Apenas estuvo un año en la serie (entre 1970 y 1971) antes de ser despedida.
Más tarde interpretó papeles de mujer sexy en varias producciones de los años setenta alejándose paulatinamente de los escenarios, apareciendo en Victor Victoria (en 1982), donde fue nominada como mejor actriz secundaria para el premio Óscar de la Academia y ocasionalmente en algunas películas de corte romántico tales como Elígeme y Compositor de Alan Rudolph en 1984.

## Vida personal
Estuvo casada con el productor Jon Peters desde 1967 hasta 1974, tuvo un hijo también actor, Christopher Warren.
En 2000, a sus 54 años se casó con un publicista y exejecutivo de Columbia Pictures llamado Ronald Taft. Está radicada en Los Ángeles.

## Filmografía
| Cine y televisión | Cine y televisión                               | Cine y televisión        | Cine y televisión | Cine y televisión |
| Año               | Título                                          | Rol                      | Notas |                   |
| ----------------- | ----------------------------------------------- | ------------------------ | --- | ----------------- |
| 1962              | The Chapman Report                              | hija de Sarah            | sin acreditar |                   |
| 1965              | Cinderella                                      | Cinderella               | |                   |
| 1966              | Gunsmoke                                        | Betsy Payson             | 1 episodio |                   |
| 1966              | Dr. Kildare                                     | Bonda Jo Weaver          | 4 episodios |                   |
| 1967              | The Happiest Millionaire                        | Cordy                    | |                   |
| 1968              | The One and Only, Genuine, Original Family Band | Alice Bower              | |                   |
| 1969              | Seven in Darkness                               | Deborah Cabot            | |                   |
| 1970-1971         | Mission: impossible                             | Dana Lambert             | 23 episodios. Nominada al premio Golden Globe a la mejor actriz de reparto |                   |
| 1971              | Love, Hate, Love                                | Sheila Blunden           | |                   |
| 1971              | Cat Ballou                                      | Cat Ballou               | versión en película para televisión |                   |
| 1972              | Assignment: Munich                              | Cathy Lange              | |                   |
| 1972              | Pickup on 101                                   | Nicky                    | |                   |
| 1972              | The Daughters of Joshua Cabe                    | Mae                      | |                   |
| 1973              | The Letters                                     | Laura Reynolds           | |                   |
| 1973              | Saga of Sonora                                  | Emmy Lou                 | |                   |
| 1975              | Columbo                                         | Nadia Donner             | Episodio: «A deadly state of mind (‘un estado mental mortal’). |                   |
| 1975              | The Legend of Valentino                         | Laura Lorraine           | |                   |
| 1976              | Harry y Walter van a Nueva York                 | Gloria Fontaine          | |                   |
| 1977              | Harold Robbins' 79 Park Avenue                  | Marja Fludjicki/Marianne | miniserie de televisión Golden Globe Award para la mejor actriz |                   |
| 1978              | Betrayal                                        | Julie Roy                | |                   |
| 1978              | Pearl                                           | Dr. Carol Lang           | miniserie de televisión |                   |
| 1979              | Portrait of a Stripper                          | Susie Hanson             | |                   |
| 1979              | Muppets Show                                    | Ella Misma               | |                   |
| 1980              | Beulah Land                                     | Sarah Pennington         | |                   |
| 1981              | Race for the Yankee Zephyr                      | Sally                    | |                   |
| 1982              | Victor Victoria                                 | Norma Cassady            | Nominada al premio Óscar a la mejor actriz de reparto Nominada al premio Golden Globe a la mejor actriz de reparto                                                                    |                   |
| 1982              | Retrato de una bailarina                        | Jillian Brooks           | |                   |
| 1983              | A Night in Heaven                               | Faye Hanlon              | |                   |
| 1984              | Choose Me                                       | Eve                      | |                   |
| 1984              | Songwriter                                      | Gilda                    | Nominada al premio Golden Globe a la mejor actriz de reparto |                   |
| 1984              | Evergreen                                       |                          | Traducida en España como Hojas Perennes |                   |
| 1985              | Clue                                            | Miss Scarlet             | |                   |
| 1986              | Apology                                         | Lily                     | |                   |
| 1986              | A Fight for Jenny                               | Kelsey Wilkes            | |                   |
| 1986              | El Baile de las Princesas                       | Janetta                  | Tercer episodio de la sexta temporada de la serie "Los Cuentos de las Estrellas" ("Faerie Tale Theatre")                                                                              |                   |
| 1987              | Burglar                                         | Dr. Cynthia Sheldrake    | |                   |
| 1988              | Cop, con la ley o sin ella                      | Kathleen McCarthy        | |                   |
| 1988              | Baja Oklahoma                                   | Juanita Hutchins         | Premio CableACE a la mejor actriz en película o miniserie |                   |
| 1989              | Worth Winning                                   | Eleanor Larimore         | |                   |
| 1990              | 27 Wagons Full of Cotton                        | Flora                    | |                   |
| 1990              | Family of Spies                                 | Barbara Walker           | Nominada al premio Golden Globe a la mejor actriz en película de televisión o miniserie Nominada al premio Primetime Emmy Award a la mejor actriz principal en películas o miniseries |                   |
| 1990              | Lola                                            | Lola Baltic              | |                   |
| 1991              | A seduction in Travis County                    | Melanie Evans            | |                   |
| 1991              | ¡Qué asco de vida!                              | Molly                    | |                   |
| 1992              | In Sickness and in Health                       | Anita Mattison           | |                   |
| 1992              | Pure Country                                    | Lula Rogers              | |                   |
| 1993              | A Mother's Revenge                              | Carol Sanders            | |                   |
| 1994              | Color of Night                                  | Sondra                   | |                   |
| 1995              | Bird of Prey                                    | Carla Carr               | |                   |
| 1995              | Murderous Intent                                | Gayle                    | " The Bible Joshep " |                   |
| 1997              | Going All the Way                               | Nina Casselman           | |                   |
| 1998              | All of It                                       | Glenda Holbeck           | |                   |
| 1998              | Richie Rich's Christmas Wish                    | Regina Rich              | |                   |
| 1999              | Love Kills                                      | Evelyn Heiss             | |                   |
| 1999              | El halcón inglés                                | Elaine                   | |                   |
| 1999              | Twin Falls Idaho                                | Francine                 | |                   |
| 1999              | Teaching Mrs. Tingle                            | Faye Watson              | cameo |                   |
| 2000              | Ropewalk                                        | Charlie's mom            | |                   |
| 2000              | Trixie                                          | Dawn Sloane              | |                   |
| 2001              | Losing Grace                                    | Mary Reed                | |                   |
| 2001              | Delivering Milo                                 | Anna                     | |                   |
| 2001              | The Quickie                                     | Anna                     | |                   |
| 2001              | Wolf Girl                                       | Dr. Klein                | |                   |
| 2002              | Secretary                                       | Joan Holloway            | |                   |
| 2003              | Touched by an Angel                             | Kelly Cartwright         | Episodio: «As it is in heaven» |                   |
| 2003              | The Practice                                    | Sylvia Bakey             | Episodios: «Choirboys» y «Special deliveries» |                   |
| 2004              | Less Than Perfect                               | Diane Steadman           | Episodio: «Claude's apartment» |                   |
| 2004              | My Tiny Universe                                | Vee                      | |                   |
| 2005              | The shore                                       | Mrs. Becky Harris        | |                   |
| 2005              | Constellation                                   | Nancy                    | |                   |
| 2005              | When do we eat?                                 | Peggy Stuckman           | |                   |
| 2005              | Deepwater                                       | Pam                      | |                   |
| 2002-2005         | Crossing Jordan                                 | Arlene Lebowski          | Episodios: «Don't look back» y «Locard's exchange» |                   |
| 2006              | Miracle Dogs Too                                | Nurse Bleaker            | |                   |
| 2006              | 10th & Wolf                                     | Tina                     | |                   |
| 2001-2006         | Will & Grace                                    | Tina                     | 4 episodios |                   |
| 2008              | The diagnosis                                   | Linda                    | |                   |
| 2009              | Bound by a secret                               | Jane Tetley              | |                   |
| 2010              | Stiffs                                          | Joy Tramontana           | |                   |
| 2010              | A Little Help                                   | Joan                     | |                   |
| 2011              | Peep World                                      | Marilyn Meyerwitz        | |                   |
| 2005-2011         | Desperate Housewives                            | Sophie Bremmer           | 7 episodios |                   |
| 2008-2012         | In Plain Sight                                  | Jinx Shannon             | 28 episodios |                   |
| 2013              | Jobs                                            | Clara Jobs               | |                   |

## Premios y distinciones
Premios Óscar
| Año  | Categoría               | Película        | Resultado |
| ---- | ----------------------- | --------------- | --------- |
| 1983 | Mejor actriz de reparto | Victor Victoria | Nominada  |